# 강성민 (축구 선수)
강성민(한국 한자: 姜成敏, 1974년 12월 26일 ~ )은 대한민국의 은퇴한 축구 선수이다.